# Paraphenice confinis
Paraphenice confinis är en insektsart som beskrevs av Van Stalle 1986. Paraphenice confinis ingår i släktet Paraphenice och familjen Derbidae. Inga underarter finns listade i Catalogue of Life.